# Łukasz Podolski
Łukasz Podolski (ur. 21 maja 1980) – polski zawodowy kolarz szosowy, zawodnik grupy Weltour.

## Osiągnięcia

### 2006
- Zwycięstwo etapowe podczas Mazovia Tour
- Zwycięstwo w Tour du Sénégal

### 2007
- 3. miejsce na Memoriale Andrzeja Trochanowskiego